# Ferdinand Schnitzler
Ferdinand Schnitzler (22. srpna 1857 Rýmařov – 11. července 1933 Brno) byl rakousko-uherský a československý politik a vysokoškolský pedagog, v letech 1916–1918 poslední národnostně německý starosta Brna.

## Život
Absolvoval reálku v Bruntále, roku 1881 vystudoval Vysokou školu technickou v Brně. V 80. letech učil matematiku a fyziku v Brně na průmyslové škole, od roku 1891 pracoval v Úrazové dělnické pojišťovně pro Moravu a Slezsko, jíž se o 20 let později stal ředitelem. Od roku 1906 učil na své alma mater, byl honorovaným docentem pojišťovací matematiky a později také mimořádným profesorem. V roce 1916 byl po úmrtí Augusta Wiesera zvolen brněnským starostou. V této funkci působil dva roky a po vzniku Československa předal správu města vládnímu komisaři Petru Kerndlmayerovi. Až do začátku 30. let vyučoval na Německé vysoké škole technické v Brně.
V roce 1897 se oženil s Johannou Morgensternovou (1846–1913), rozenou Steinovou. Jejich manželství zůstalo bezdětné.
Zemřel v červenci 1933 v Brně ve věku 75 let. Pohřeb se konal v kostele svatého Jakuba v Brně. Jeho ostatky byly následně převezeny do rodinné hrobky v Moravském Kočově.